# Spring Valley Township (comté de Dallas, Iowa)
Spring Valley Township est un township, du comté de Dallas en Iowa, aux États-Unis,.

## Source de la traduction
- (en) Cet article est partiellement ou en totalité issu de l’article de Wikipédia en anglais intitulé « Spring Valley Township, Dallas County, Iowa » (voir la liste des auteurs).